# Halimium umbellatum var. viscosum
Halimium umbellatum subsp. viscosum é uma variedade de planta com flor pertencente à família Cistaceae. 
A autoridade científica da variedade é Willk., tendo sido publicada em Icon. Descr. Pl. Nov. 2: 54. 1858.

## Portugal
Trata-se de uma variedade presente no território português, nomeadamente em Portugal Continental.
Em termos de naturalidade é nativa da região atrás indicada.

## Protecção
Não se encontra protegida por legislação portuguesa ou da Comunidade Europeia.